# Adam Wawrzyniec Rzewuski
Ne doit pas être confondu avec Adam Rzewuski.
Pour les articles homonymes, voir Rzewuski.
Adam Wawrzyniec Rzewuski (en russe Адам Станиславович Ржевуский), né en 1760 à Niasvij et mort en 1825 à Pohrebychtche, est un homme politique, diplomate, écrivain politique, conférencier, poète et théoricien de la littérature russe.

## Biographie
Fils de Stanisław Ferdynand Rzewuski (en) et de Katarzyna Karolina Radziwiłł (une voïvode de Vilnius, il est le petit-fils de Wenceslas Rzewuski et de Michel Casimir Radziwiłł Rybeńko. De 1771 à 1776 il étudie dans les écoles jésuites de Varsovie (Collegium Nobilium), puis dans les écoles post-jésuites.

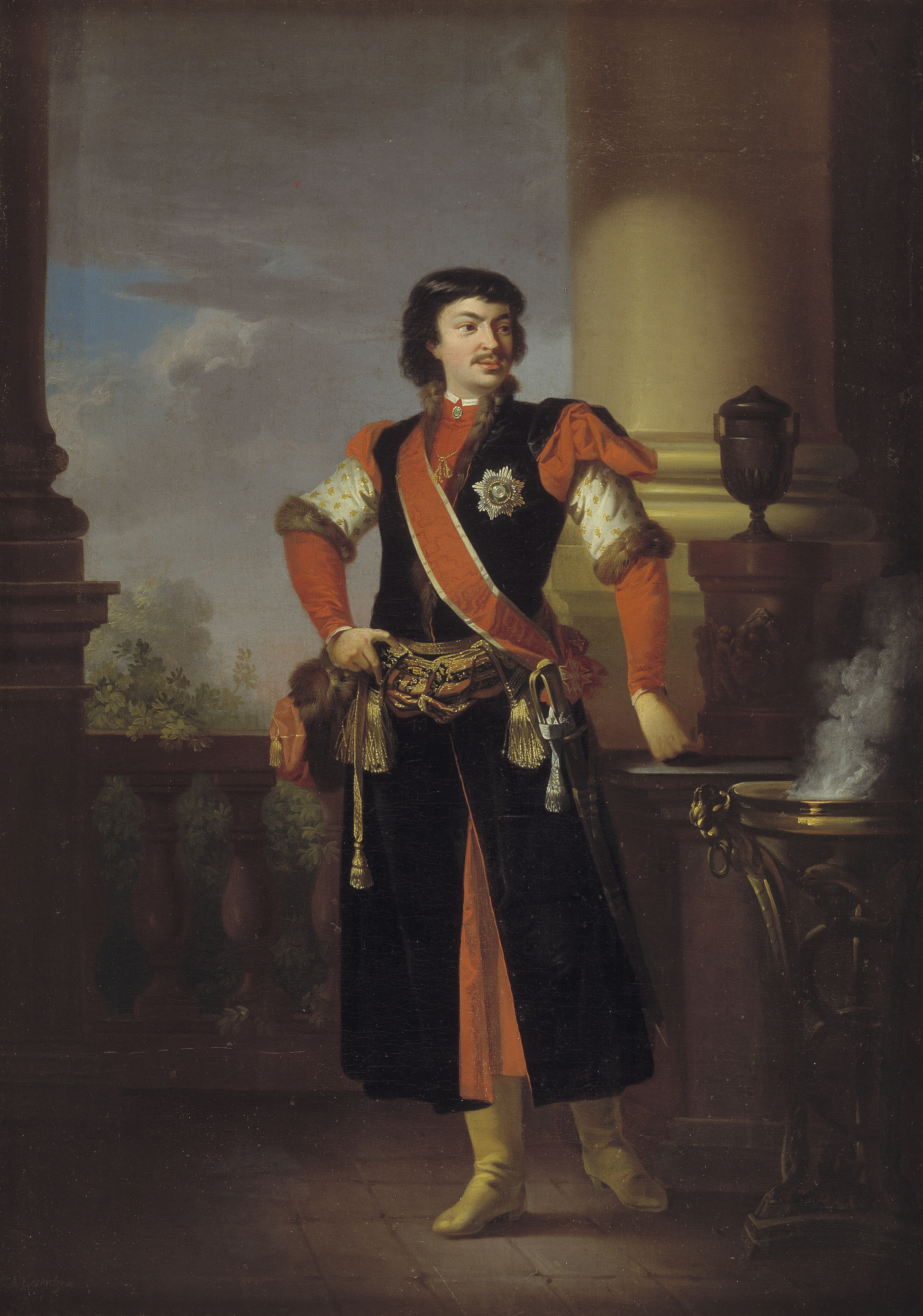
En grand habit polonais, peinture de Christian August Lorentzen, Statens Museum for Kunst.

Élu député à plusieurs reprises, il représente les provinces de Nowogródek (1778 et 1782), Wołyńskie (1784) et Bracław (1786). Juge au Tribunal du Sejm (1782), lieutenant-colonel du 14e régiment, capitaine de la cavalerie nationale à partir de 1778, châtelain de Vitebsk (1790 - 1793), maréchal de la noblesse du gouvernement de Moguilev, sénateur russe, membre de la Grande Diète, adversaire de la Constitution du 3 mai, membre de la loge maçonnique Orzeł Biały à Saint-Pétersbourg, il est connu pour avoir été le représentant diplomatique du Commonwealth au Danemark en 1789.

## Récompenses et distinctions
- Ordre de Saint-Stanislas (1789)
- Ordre de l'Aigle blanc (11 mai 1791)